# Frotex

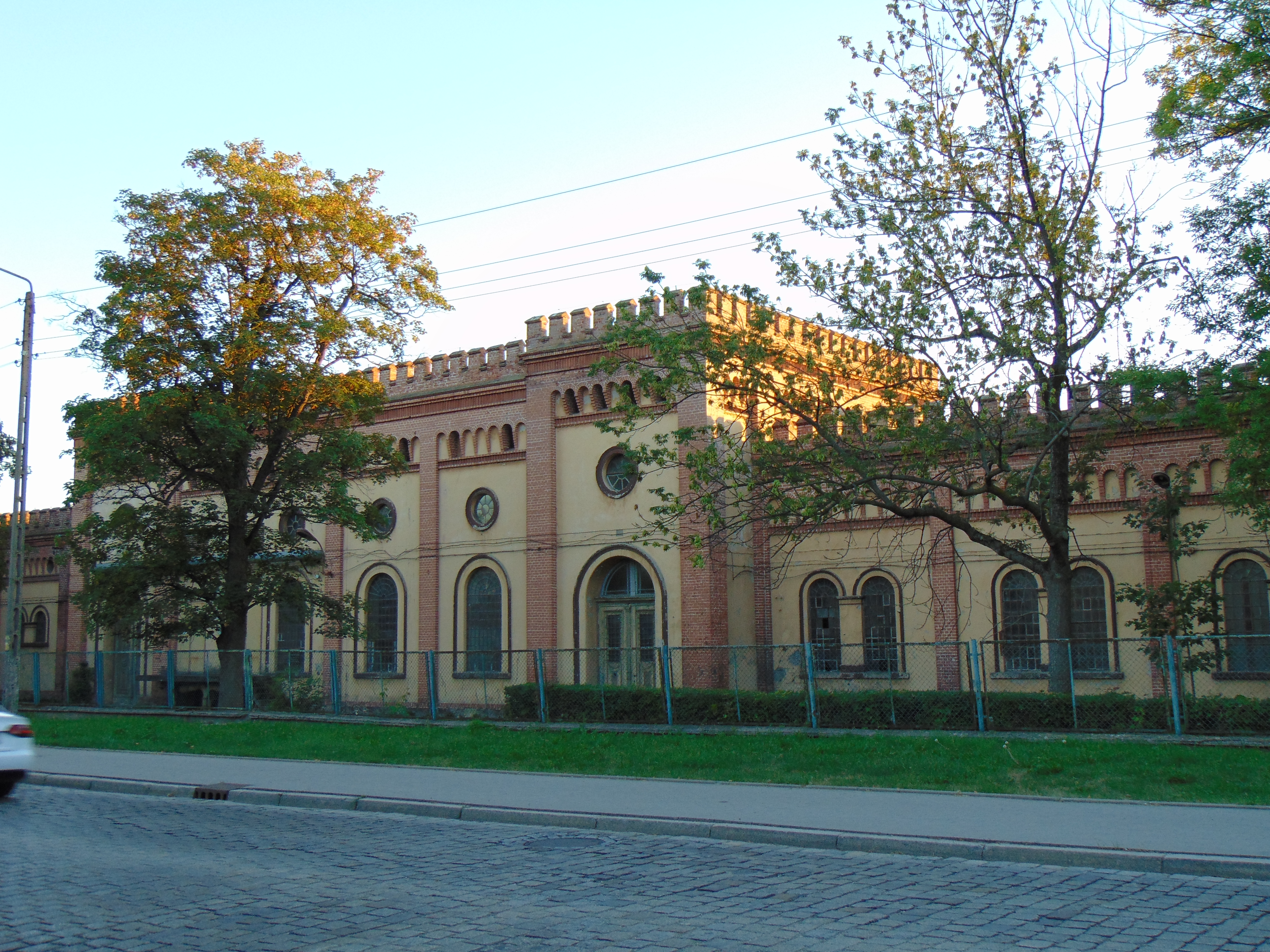

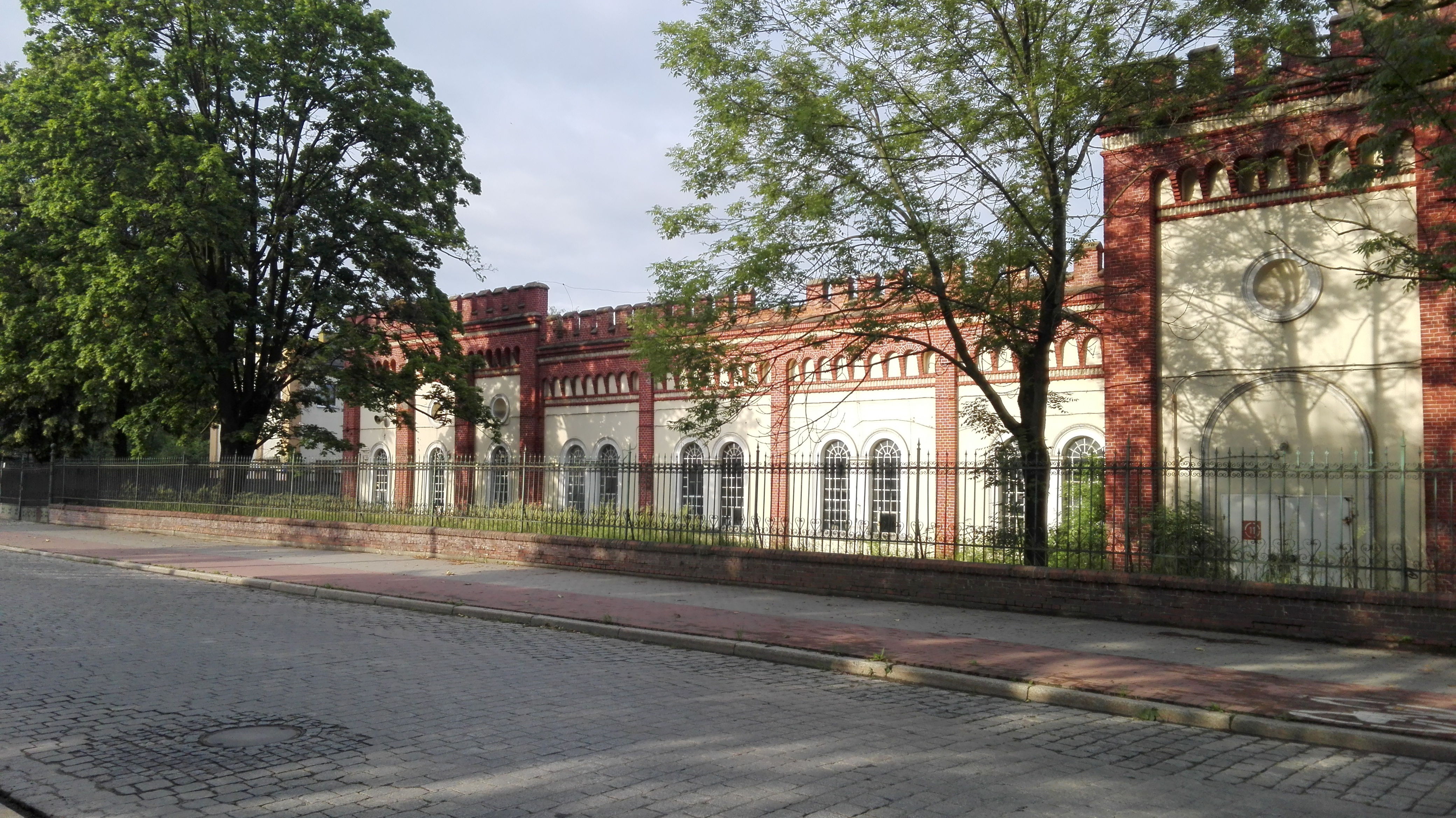

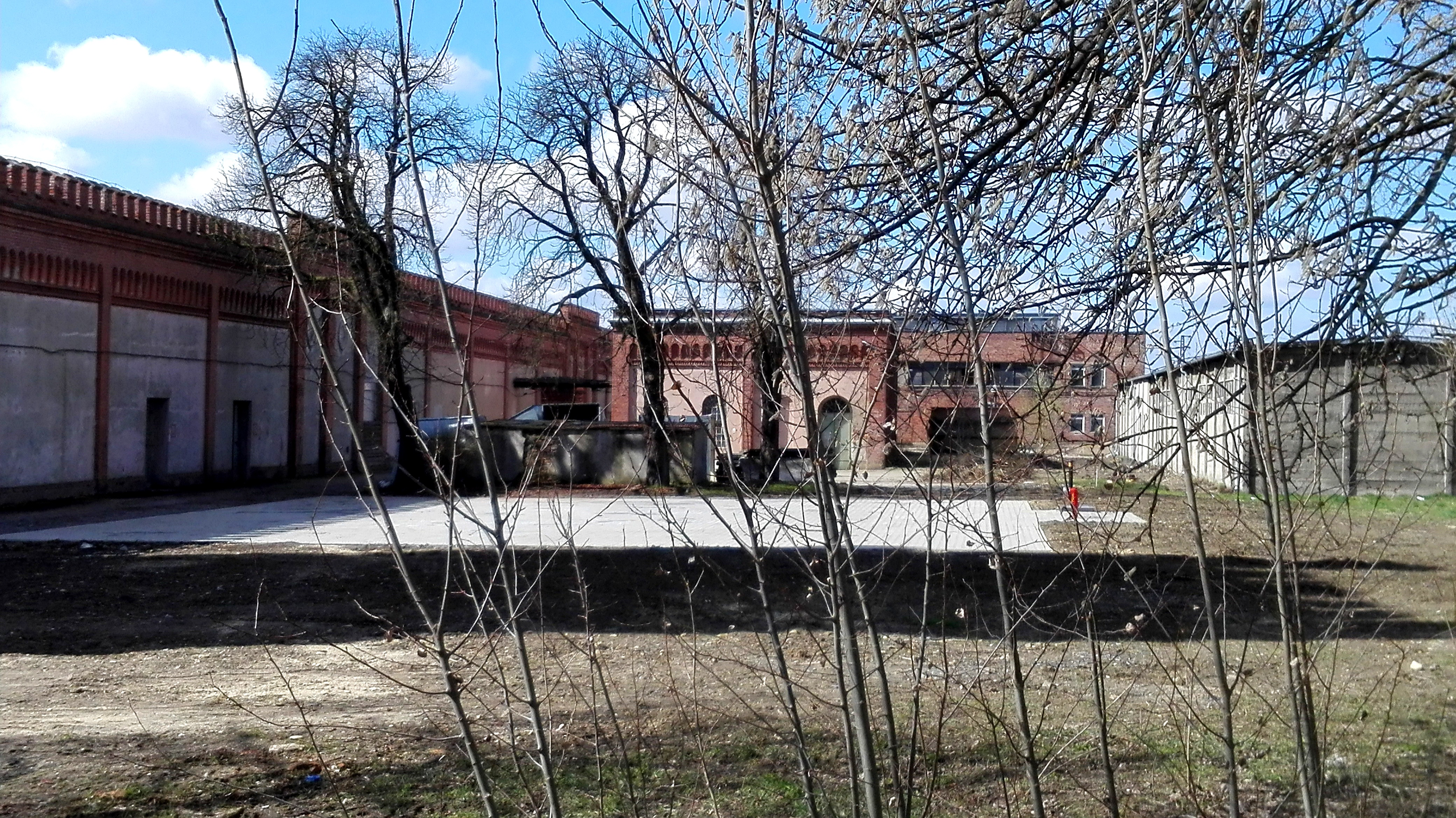

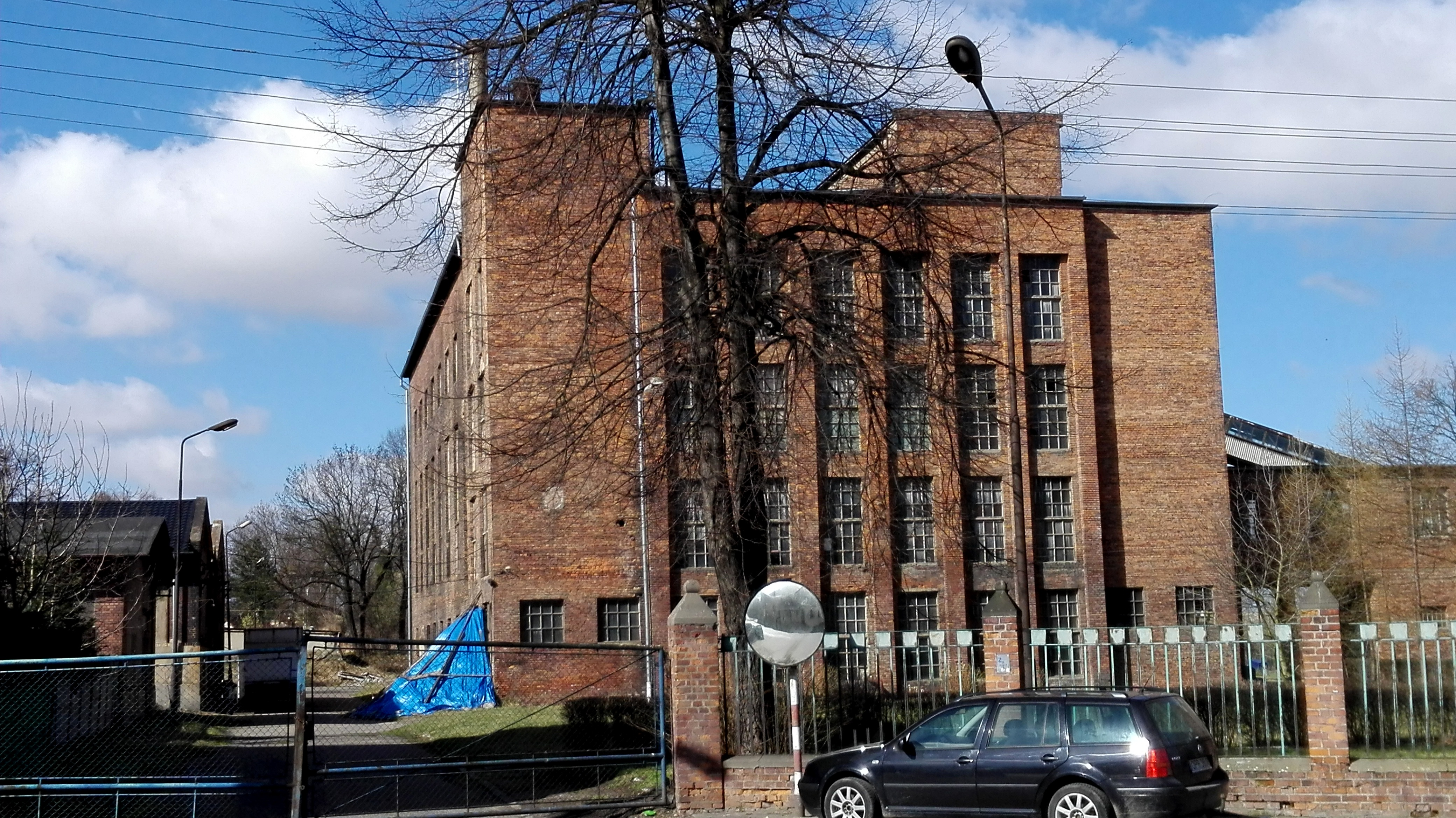

Zakłady Przemysłu Bawełnianego « Frotex » S.A. était un manufacturier du textile et entreprise de Prudnik.

## Histoire
L'histoire des industries cotonnières « Frotex » S.A. a commencé au milieu du XIXe siècle, lorsque l'entrepreneur juif Samuel Fränkel construit une fabrique de lin en 1845. Son usine a repris une usine concurrente en faillite et est devenue le monopole de la région.
La production des premiers tissus et serviettes en éponge a débuté en 1903. La Première Guerre mondiale a profité à cette entreprise. Grâce à une demande accrue, elle s'est fait connaître des marchés allemands, anglais, français et américains. En vertu des lois de Nuremberg, la société fut confisquée des mains des successeurs de Samuel Fränkel en 1938, alors qu'ils étaient obligés d'émigrer. Après la Seconde Guerre mondiale, la reconstruction de l'usine fut commencée en 1949 et achevée la même année.
Depuis, la société a été nommée « Frotex » en 1965. La « Frotex » a été transformée en une société du Trésor et une usine. Dans la même année, « Frotex » a été ajoutée au programme général de privatisation en 1995. En 2002, les autorités du deuxième fonds national d'investissement ont décidé de vendre la société dénommée Frotex Management, qui détient actuellement 72 % des actions de « Frotex ».
« Frotex » a cessé ses activités le 5 juillet 2014. En 2016, la société américaine Henniges Automotive a ouvert son unité de fabrication dans le bâtiment précédemment occupé par «Frotex».

## Directeurs et présidents
- Samuel Fränkel (1845–1881)[5]
- Josef Pinkus (1881–1909)
- Max Pinkus (1909–1925)[6]
- Hans Pinkus (1925–1938)[7]
- Bolesław Pohl (?–1990)[8]
- Josel Czerniak (1990–2001)[9]
- Bogdan Stanach (2001–2002)[10]
- Stanisław Wedler (2002–2006)[11]
- Jarosław Staniec (2006–2007)[12]
- Piotr Połulich (2007–2009)[13]
- Andrzej Dudziński (2009–2010)[14]

## Travailleurs notables
- Samuel Fränkel (1801–1881)
- Hermann Fränkel (1844–1901 ; Consul de Perse)[15]
- Stefania Gruszecka (* 1918 ; politicien)[16]
- Joachim Mazur (1939–2018 ; politicien)[17]
- Stanisław Pelczar (1915–1977 ; soldat)[18]
- Max Pinkus (1857–1934 ; bibliophile)[19]
- Włodzimierz Pucek (1946–2000; activiste démocratique)[20]
- Radosław Roszkowski (* 1971 ; politicien)[21]
- Józef Świerkosz (* 1944; activiste démocratique)[22]